# 879
| Calendário gregoriano                                                        | 879 DCCCLXXIX                                        |
| Ab urbe condita                                                              | 1632                                                 |
| Calendário arménio                                                           | 328 – 329                                            |
| Calendário bahá'í                                                            | -965 – -964                                          |
| Calendário budista                                                           | 1423                                                 |
| Calendário chinês                                                            | 3575 – 3576 Início a 28 de janeiro (aproximadamente) |
| Calendário copta                                                             | 595 – 596                                            |
| Calendário etíope                                                            | 871 – 872                                            |
| Calendários hindus - Vikram Samvat - Calendário nacional indiano - Cáli Iuga | 934 – 935 800 – 801 3979 – 3980                      |
| Calendário Holoceno                                                          | 10879                                                |
| Calendário islâmico                                                          | 265 – 266                                            |
| Calendário judaico                                                           | 4639 – 4640                                          |
| Calendário persa                                                             | 257 – 258                                            |
| Calendário rúnico                                                            | 1129                                                 |
| Calendário solar tailandês                                                   | 1422                                                 |

879 (DCCCLXXIX, na numeração romana) foi um ano comum do século IX do Calendário Juliano, da Era de Cristo, teve início a uma quinta-feira e terminou também a uma quinta-feira e a sua letra dominical foi D (53 semanas).
No território que viria a ser o reino de Portugal estava em vigor a Era de César que já contava 917 anos.
| Ano completo                        |
| ----------------------------------- |
| Ano comum com início à quinta-feira |

## Eventos
- Cisma de Fócio

## Mortes
- Rurik de Kiev, fundador da dinastia ruríquida, na Rússia.

-->